# Solva furcicera
Solva furcicera är en tvåvingeart som beskrevs av Adisoemarto 1973. Solva furcicera ingår i släktet Solva och familjen lövträdsflugor. Inga underarter finns listade i Catalogue of Life.